# Ricardo Correa Duarte
Ricardo Correa Duarte (Montevideo, Uruguay, 20 de julio de 1994) es un futbolista uruguayo, actualmente en Balzan F.C de la Premier League de Malta, Europa. En febrero del 2012 entrenó con Sport Boys Association 🇵🇪 y formó parte del plantel de Slovan Bratislava 🇸🇰.

## Clubes
| Club             | País    | Año         | PJ | Goles |
| ---------------- | ------- | ----------- | -- | ----- |
| Miramar Misiones | Uruguay | 2015 - 2016 | 2  | 0     |
| Oriental         | Uruguay | 2016        | 6  | 0     |
| Gzira United     | Malta   | 2017        | 5  | 1     |
| Sliema Wanderers | Malta   | 2017        | 25 | 13    |